# Mistrzostwa Ameryki Środkowej i Karaibów w Lekkoatletyce 1997
16. Mistrzostwa Ameryki Środkowej i Karaibów w Lekkoatletyce – zawody lekkoatletyczne, które odbyły się w dniach 26-28 czerwca 1997 w San Juan.

## Rezultaty

### Mężczyźni
| Konkurencja                   | 1. miejsce                                                                        | Wynik      | 2. miejsce                                                                  | Wynik      | 3. miejsce                                                          | Wynik      |
| ----------------------------- | --------------------------------------------------------------------------------- | ---------- | --------------------------------------------------------------------------- | ---------- | ------------------------------------------------------------------- | ---------- |
| Bieg na 100 m                 | Luis Alberto Pérez-Rionda                                                         | 10,28      | Jason Shelton                                                               | 10,29      | Carlos Villaseñor                                                   | 10,46      |
| Bieg na 200 m                 | Iván García                                                                       | 20,38      | Elston Cawley                                                               | 20,85      | Troy Douglas                                                        | 20,88      |
| Bieg na 400 m                 | Danny McFarlane                                                                   | 45,47      | Linval Laird                                                                | 45,49      | Dennis Darling                                                      | 46,05      |
| Bieg na 800 m                 | Norberto Téllez                                                                   | 1:47,78    | Norberto Téllez                                                             | 1:47,86    | Alex Morgan                                                         | 1:48,57    |
| Bieg na 1500 m                | Héctor Torres                                                                     | 3:47,23    | José López                                                                  | 3:47,92    | Terrance Armstrong                                                  | 3:51,92    |
| Bieg na 5000 m                | Herder Vásquez                                                                    | 14:07,41   | Víctor Rodríguez                                                            | 14:08,77   | Juan Díaz                                                           | 14:22,01   |
| Bieg na 10 000 m              | Herder Vásquez                                                                    | 30:21,94   | Jacinto López                                                               | 30:24,21   | Germán Beltrán                                                      | 30:27,94   |
| Półmaraton                    | Víctor Rodríguez                                                                  | 1:07:07    | Carlos Grisales                                                             | 1:07:39    | Pamenos Ballantyne                                                  | 1:08:25    |
| Bieg na 3000 m z przeszkodami | Félix Ladera                                                                      | 8:48,85    | Salvador Miranda                                                            | 8:50,29    | Néstor Nieves                                                       | 8:50,46    |
| Bieg na 110 m przez płotki    | Erik Batte                                                                        | 13,70      | Yoel Hernández                                                              | 13,74      | Maurice Wignall                                                     | 13,78      |
| Bieg na 400 m przez płotki    | Dinsdale Morgan                                                                   | 49,28      | Kemel Thompson                                                              | 49,77      | José Pérez                                                          | 50,92      |
| Sztafeta 4 × 100 m            | Kuba Alfredo García-Baró · Iván García · Luis Alberto Pérez-Rionda · Misael Ortiz | 39,18      | Jamajka Elston Cawley · Jason Shelton · Garth Robinson · Jermaine Melbourne | 39,70      | Bahamy Dennis Darling · Craig Hepburn · Andrew Tynes · Addis Huyler | 39,85      |
| Sztafeta 4 × 400 m            | Jamajka Garth Robinson · Linval Laird · Dennis Blake · Danny McFarlane            | 3:01,42    | Kuba Omar Mena · Jorge Crusellas · Edel Hevia · Norberto Téllez             | 3:04,50    | Bahamy Dennis Darling · Avard Moncur · Addis Huyler · Demarius Cash | 3:09,15    |
| Chód na 20 000 m              | Julio René Martínez                                                               | 1:26:24,40 | Querubín Moreno                                                             | 1:28:38,96 | Alejandro López                                                     | 1:29:08,90 |
| Skok wzwyż                    | Gilmar Mayo                                                                       | 2,25       | Julio Luciano                                                               | 2,15       | Fred Valentin                                                       | 2,10       |
| Skok o tyczce                 | Alberto Manzano                                                                   | 5,40       | Edgar Díaz                                                                  | 5,30       | Jorge Tienda                                                        | 4,90       |
| Skok w dal                    | Iván Pedroso                                                                      | 8,54       | Jaime Jefferson                                                             | 8,01       | Craig Hepburn                                                       | 7,93       |
| Trójskok                      | Jérôme Romain                                                                     | 17,53      | Yoel García                                                                 | 17,28      | Brian Wellman                                                       | 17,03      |
| Pchnięcie kulą                | Yojer Medina                                                                      | 18,11      | José Rosario                                                                | 17,49      | Yosvany Obregón                                                     | 17,16      |
| Rzut dyskiem                  | Alexis Elizalde                                                                   | 64,28      | Jean-Claude Retel                                                           | 58,18      | Frank Casañas                                                       | 55,32      |
| Rzut młotem                   | Alberto Sánchez                                                                   | 72,10      | Yosvany Suárez                                                              | 69,90      | Guillermo Guzmán                                                    | 67,10      |
| Rzut oszczepem                | Emeterio González                                                                 | 81,66      | Isbel Luaces                                                                | 73,80      | Daniel Alonzo                                                       | 65,80      |
| Dziesięciobój                 | Eugenio Balanqué                                                                  | 7633       | William Gallardo                                                            | 6973       | Eladio Farfán                                                       | 5818       |

### Kobiety
| Konkurencja                | 1. miejsce                                                                      | Wynik    | 2. miejsce                                                                     | Wynik    | 3. miejsce                                                               | Wynik    |
| -------------------------- | ------------------------------------------------------------------------------- | -------- | ------------------------------------------------------------------------------ | -------- | ------------------------------------------------------------------------ | -------- |
| Bieg na 100 m              | Debbie Ferguson                                                                 | 11,29    | Beverly Grant                                                                  | 11,31    | Heather Samuel                                                           | 11,38    |
| Bieg na 200 m              | Idalmis Bonne                                                                   | 23,24    | Felipa Palacios                                                                | 23,36    | Heather Samuel                                                           | 23,73    |
| Bieg na 400 m              | Julia Duporty                                                                   | 51,96    | Idalmis Bonne                                                                  | 52,01    | Tonique Williams                                                         | 52,38    |
| Bieg na 800 m              | Ana Fidelia Quirot                                                              | 1:59,01  | Mairelín Fuentes                                                               | 2:03,36  | Dawn Williams                                                            | 2:03,60  |
| Bieg na 1500 m             | Ana Fidelia Quirot                                                              | 4:18,00  | Mardrea Hyman                                                                  | 4:21,31  | Yesenia Centeno                                                          | 4:23,72  |
| Bieg na 5000 m             | Susana A. Díaz                                                                  | 16:31,87 | Sonia Betancourt                                                               | 17:02,95 | Evelyn Rojas                                                             | 17:48,59 |
| Bieg na 10 000 m           | Stella Castro                                                                   | 34:34,67 | Iglandini González                                                             | 37:06,50 | Elsa Monterroso                                                          | 36:57,30 |
| Półmaraton                 | Stella Castro                                                                   | 1:17:15  | Iglandini González                                                             | 1:22:06  | Maribel Burgos                                                           | 1:24:43  |
| Bieg na 100 m przez płotki | Aliuska López                                                                   | 13,19    | Patrina Allen                                                                  | 13,26    | Andrea Blackett                                                          | 13,44    |
| Bieg na 400 m przez płotki | Andrea Blackett                                                                 | 55,64    | Daimí Pernía                                                                   | 56,14    | Tanya Jarrett                                                            | 57,73    |
| Sztafeta 4 × 100 m         | Bahamy Eldece Clarke-Lewis · Debbie Ferguson · Tonique Williams · Dewana Wright | 44,00    | Kolumbia Mirtha Brock · Felipa Palacios · Patricia Rodríguez · Zandra Borrero  | 44,29    | Kuba Idalia Hechavarría · Dainelky Pérez · Daimí Pernía · Yahumara Neyra | 44,73    |
| Sztafeta 4 × 400 m         | Kuba Idalmis Bonne · Julia Duporty · Odalmis Limonta · Nancy McLeón             | 3:29,30  | Jamajka Michelle Ballentine · Charmaine Howell · Nadia Graham · Cecile Cargill | 3:32,28  | Portoryko Militza Castro · Xiomara Davila · Sandra Moya · Yamelis Ortiz  | 3:39,07  |
| Chód na 10 000 m           | Graciela Mendoza                                                                | 47:43,99 | Oslaidis Cruz                                                                  | 48:32,09 | Liliana Bermeo                                                           | 48:50,27 |
| Skok wzwyż                 | Niurka Lussón                                                                   | 1,81     | Karen Beautle                                                                  | 1,81     | Romary Rifka                                                             | 1,79     |
| Skok o tyczce              | Eva Vázquez                                                                     | 3,25     | Lorena Espinoza                                                                | 3,25     | Estrella Martínez                                                        | 2,50     |
| Skok w dal                 | Nadine Caster                                                                   | 6,56     | Jackie Edwards                                                                 | 6,52     | Elisa Pérez                                                              | 6,28     |
| Trójskok                   | Olga Cepero                                                                     | 14,14    | Yamilé Aldama                                                                  | 14,12    | Cherita Howard                                                           | 12,94    |
| Pchnięcie kulą             | Herminia Fernández                                                              | 17,36    | Christelle Bornil                                                              | 15,10    | María Mercedes                                                           | 13,38    |
| Rzut dyskiem               | Bárbara Hechavarría                                                             | 57,42    | Maritza Martén                                                                 | 57,06    | Christelle Bornil                                                        | 47,32    |
| Rzut młotem                | María Eugenia Villamizar                                                        | 53,82    | Nancy Guillén                                                                  | 52,98    | Violeta Guzmán                                                           | 52,78    |
| Rzut oszczepem             | Osleidys Menéndez                                                               | 63,08    | Laverne Eve                                                                    | 58,16    | Sabina Moya                                                              | 55,94    |
| Siedmiobój                 | Zorobabelia Córdoba                                                             | 5503     | Lisa Wright                                                                    | 5491     | Osiris Pedroso                                                           | 5210     |

## Klasyfikacja medalowa
*   Gospodarz ( Portoryko)
| Miejsce | Reprezentacja             | Złoto | Srebro | Brąz | Razem |
| ------- | ------------------------- | ----- | ------ | ---- | ----- |
| 1       | Kuba                      | 22    | 13     | 6    | 41    |
| 2       | Kolumbia                  | 7     | 7      | 2    | 16    |
| 3       | Meksyk                    | 4     | 4      | 7    | 15    |
| 4       | Jamajka                   | 3     | 12     | 3    | 18    |
| 5       | Bahamy                    | 2     | 2      | 5    | 9     |
| 6       | Wenezuela                 | 2     | 1      | 4    | 7     |
| 7       | Portoryko*                | 1     | 2      | 2    | 5     |
| 8       | Martynika                 | 1     | 1      | 2    | 4     |
| 9       | Barbados                  | 1     | 0      | 2    | 3     |
| 10      | Gwatemala                 | 1     | 0      | 1    | 2     |
| 10      | Dominika                  | 1     | 0      | 1    | 2     |
| 12      | Dominikana                | 0     | 1      | 3    | 4     |
| 13      | Salwador                  | 0     | 1      | 0    | 1     |
| 13      | Gwadelupa                 | 0     | 1      | 0    | 1     |
| 15      | Bermudy                   | 0     | 0      | 3    | 3     |
| 16      | Antigua i Barbuda         | 0     | 0      | 2    | 2     |
| 17      | Kostaryka                 | 0     | 0      | 1    | 1     |
| 17      | Saint Vincent i Grenadyny | 0     | 0      | 1    | 1     |
| Razem   | Razem                     | 45    | 45     | 45   | 135   |